# Martina Dogana
Martina Dogana née le 10 avril 1979 à Valdagno est une triathlète professionnelle italienne, championne d'Italie sur moyenne distance et vainqueur de l'Ironman France en 2008.

## Palmarès
Les tableaux présentent les résultats les plus significatifs (podium) obtenus sur le circuit national et international de triathlon depuis 2006,.
| Année | Compétition                            | Pays     | Position           | Temps            |
| ----- | -------------------------------------- | -------- | ------------------ | ---------------- |
| 2016  | Challenge Venise                       | Italie   | Médaille d'argent  | 9 h 4 min 42 s   |
| 2015  | Championnats d'Italie moyenne distance | Italie   | Médaille d'argent  | 4 h 37 min 31 s  |
| 2014  | Challenge Vichy                        | France   | Médaille d'argent  | 9 h 20 min 19 s  |
| 2014  | Championnats d'Italie moyenne distance | Italie   | Médaille d'or      | 4 h 34 min 15 s  |
| 2014  | Ironman 70.3 Italie                    | Italie   | Médaille d'argent  | 4 h 29 min 33 s  |
| 2012  | Challenge Vichy                        | France   | Médaille d'or      | 4 h 35 min 27 s  |
| 2011  | Ironman France                         | France   | Médaille d'argent  | 9 h 45 min 56 s  |
| 2011  | Ironman 70.3 Italie                    | Italie   | Médaille d'or      | 4 h 44 min 59 s  |
| 2009  | TriStar200 Andalousie                  | Espagne  | Médaille d'or      | 6 h 55 min 48 s  |
| 2009  | Ironman France                         | France   | Médaille de bronze | 9 h 37 min 35 s  |
| 2008  | Ironman France                         | France   | Médaille d'or      | 9 h 35 min 29 s  |
| 2006  | Ironman France                         | France   | Médaille de bronze | 10 h 13 min 58 s |
| 2006  | Championnat d'Europe longue distance   | Pays-Bas | Médaille d'argent  | 6 h 20 min 5 s   |